# بننت اند (باكينجهامشير)
بننت اند (بالإنجليزية: Bennett End)‏ هي قرية تقع في المملكة المتحدة في باكينجهامشير.